# Allium spathaceum
Allium spathaceum (цибуля ефіопська) — вид рослин з родини амарилісових (Amaryllidaceae), поширений у східній Африці.

## Опис
Багаторічна трава заввишки 10–40 см. Цибулина від кулястої до яйцеподібної форми. З цибулини виростає 1–3 лінійних, 8–50 см завдовжки та 0.2–2 см завширшки листків. Квітконосне стебло у цибулі зазвичай поодиноко, воно повне. Суцвіття кулясте діаметром 2–7 см. Пелюстки довжиною 5-9 мм, білі, часто з рожевою смужкою зовні; тичинок 6. Плоди — майже кулясті коробочки діаметром 3–6 мм, містять чорне насіння.

## Поширення
Джибуті, Еритрея, Ефіопія, північне Сомалі, східний Судан.
Населяє гірські луки на висоті 1750–3500 м.